# Joan Leonardsz Blasius
Joan Leonardsz Blasius (Oostvliet (verdronken dorp ten noorden van Cadzand), 13 april 1639 — Amsterdam, 6 december 1672) was een Nederlands dichter, toneelschrijver en -vertaler en advocaat. Hij was de jongere broer van Gerard Blasius, de hoogleraar medicijnen.

## Leven
Blasius werd in 1670 regent (mededirecteur) van de Schouwburg van Van Campen, maar om deze functie en om de romantische inslag van zijn toneelwerk haalde hij zich de vijandschap op de hals van het kunstgenootschap Nil Volentibus Arduum. Toen hij een toneelspel van Plautus, de Menaechmi, vertaalde (Dubbel en enkkel, 1670), kwam het kunstgenootschap in hetzelfde jaar met een tegenvertaling onder de titel De gelyke tweelingen.
De aanvallen van "Nil" werden door Blasius' vrienden weer fel beantwoord, waarbij vooral Thomas Asselyn van zich deed horen. Het werk van Blasius wordt tegenwoordig niet hoog meer aangeslagen, maar zijn gevoel voor poëzie is beter dan dat van de meesten van zijn tijdgenoten.
Hij hield een (bewaard gebleven) Album amicorum bij, waarin bijdragen staan van onder meer Joost van den Vondel, Constantijn Huygens, Joannes Antonides van der Goes, Jacob Lescaille, Katharyne Lescailje, Catharina Questiers, Cornelia van der Veer, Jan Vos en Jacob Westerbaen.

## Werken

### Poëzie
- Geslachtboom der Goden en Godinnen, waarachter bijgevoegde Mengeldichten (1661)
- Fidamants Kusjes, Minnewijsen en Bijrijmen aan Celestijne (1663)
- Heilige Gedachten over het avondmaal onses Heeren (naar 't Latijn van R. Keuchenius) met noch andere Bijbelstof (1665)

### Toneel
- De Edelmoedige Vijanden (een blijspel naar Scarron) (1659)
- Lysander en Kaliste (eerste deel 1660, uitgegeven 1663; tweede deel 1663)
- Dubbel en Enkkel (een blijspel naar Plautus) (1670)
- Het Huwelijk van Oroondate en Statira (naar het Frans) (1670)
- De Malle Wedding (blijspel naar Boisrobert) (1671).